# Zora Winogradowa
Zora Winogradowa (ur. 17/30 listopada 1916 w Kulciorze w guberni taurydzkiej, dziś Niekrasowka, zm. 25 maja 1922 w Odessie) – radziecka biolog.

## Życiorys
Pochodziła z chłopskiej rodziny Abljamitowów. Jej ojciec był represjonowany w 1938 (wielka czystka), zginął w obozie.
Zdobyła podstawowe wykształcenie w wiejskiej szkole. W wieku 12 lat zaczęła naukę w szkole z internatem. Po ukończeniu szkoły robotniczej zaczęła studia w Krymskim Instytucie Pedagogicznym. Po ukończeniu studiów i otrzymaniu uprawnień do pracy w zawodzie nauczycielskim (1937) pracowała jako nauczycielka w szkole krymsko-tatarskiej oraz chemik w gimnazjum w Sudaku.
W 1938 na zaproszenie Konstantina Aleksandrowicza Winogradowa (1902–1990), biologa i ichtiologa, została pracownicą naukową w Stacji Biologicznej w Karadahu. W 1940 wyszła za mąż za naukowca i przyjęła jego nazwisko. Mieli córkę i syna, który wybrał podobną ścieżkę kariery jak rodzice (był biologiem).
W czasie Wielkiej Wojny Ojczyźnianej została ewakuowana do Ufy. Po powrocie kontynuowała pracę w stacji w Karadahu. W 1947 obroniła pracę doktorską. W 1953 rozpoczęła pracę w stacji biologicznej Instytutu Hydrobiologii Ukraińskiej Akademii Nauk SRR w Odessie. W 1958 uzyskała stopień doktorski w zakresie nauk biologicznych (dysertacja o witaminie D w wątrobie ryb czarnomorskich). Od 1964 pracowała w odeskim oddziale Instytutu Biologii Mórz Południowych. Kierowała Zakładem Biochemii. Prowadziła zajęcia na Wydziale Biologii Uniwersytetu w Odessie.
Zajmowała się biochemią ekologiczną organizmów morskich, a zwłaszcza składem chemicznym bezkręgowców Morza Czarnego. Odkryła linienie u ryb z Morza Czarnego. Napisała ponad 100 artykułów naukowych. Uczestniczyła w wyprawach morskich po Morzu Azowskim, Czarnym i Kaspijskim. Jest autorką książki „Biochemia organizmów morskich” opublikowanej w 1967.
Została pochowana w Odessie.